# Tritón (mitología)

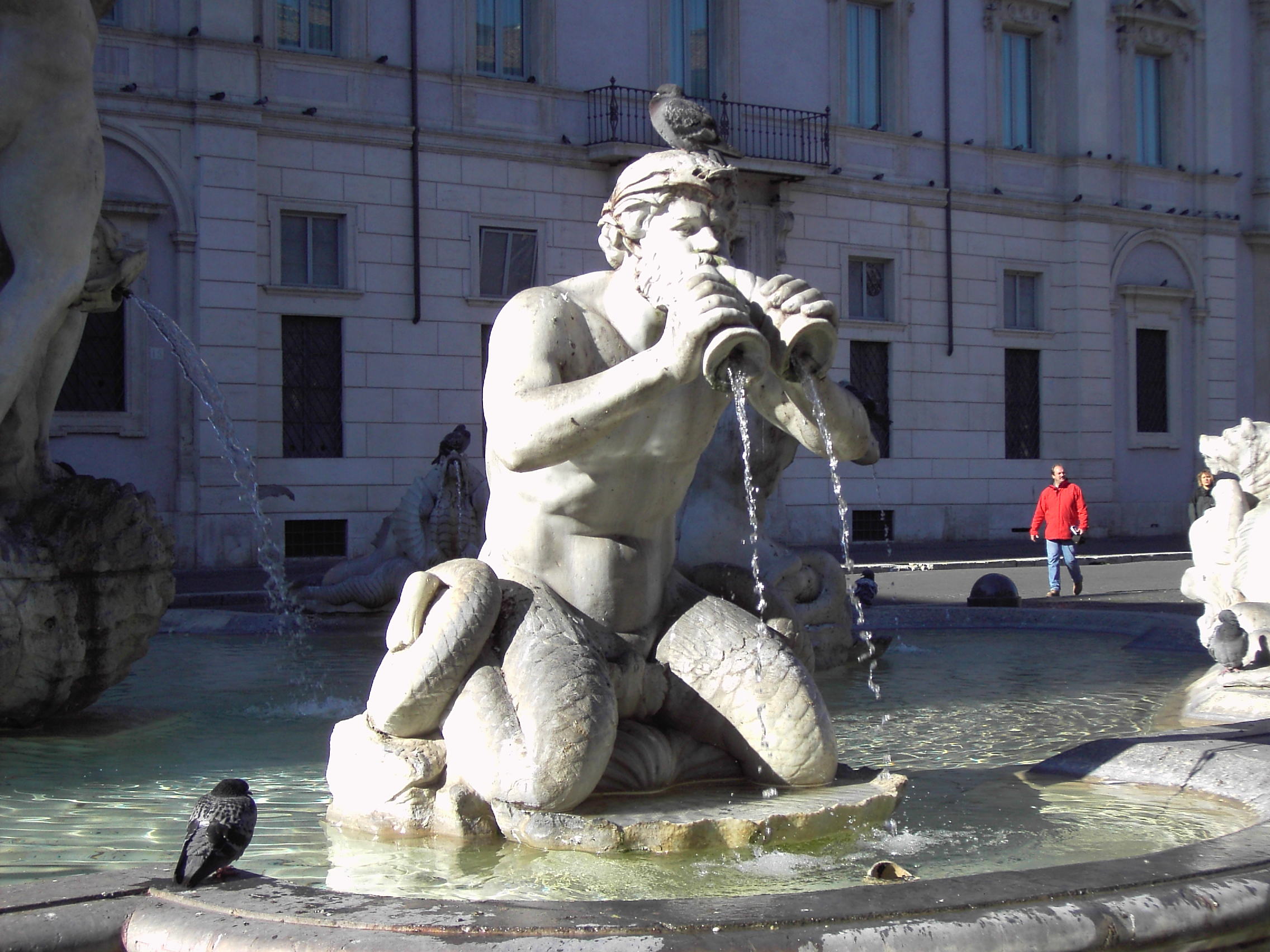
Fontana del Moro, en Roma, Italia

En la mitología griega, Tritón (en griego: Τρίτων, Trítōn) es un dios griego del mar, hijo de Poseidón y Anfitrite, soberanos del reino marino. Tritón vivía con sus padres en un palacio dorado al fondo del mar. A menudo aparece representado con una caracola que toca como trompeta.  
A Tritón generalmente se le representa con la parte superior del cuerpo de un hombre y la parte inferior del cuerpo de un pez (viene a ser el equivalente masculino de las sirenas).  En algún momento durante la era griega y romana, tritón se convirtió en un término genérico para un hombre-pez en el arte y la literatura. En la literatura inglesa, a Tritón se le retrata como mensajero o heraldo del dios Poseidón. Tritón del lago o río Tritón de la antigua Libia es una figura mítica homónima que apareció y ayudó a los argonautas.

## Dios marino
Ya en la Teogonía de Hesíodo se nos dice que «de Anfítrite y del resonante conmovedor de la tierra (Poseidón) nació el fornido y enorme Tritón que, en las profundidades del mar, junto a su madre y soberano padre, habita palacios de oro, terrible (δεινός) dios». Apolodoro varía ligeramente la genealogía y dice que «Poseidón se unió a Anfítrite, hija de Océano, y nacieron Tritón y Rode, a la que desposó Helio». La otra hermana de Tritón era Bentesicime, la que crio a Eumolpo. Homero dice que el palacio dorado de Poseidón se ubicaba en Egas, Eubea. Otra tradición imaginaba a Tritón como hijo de Océano.
A diferencia de su padre Poseidón, que siempre es completamente antropomórfico en el arte antiguo (esto solo ha cambiado en la cultura popular moderna), la mitad inferior de Tritón tiene la de un pez, mientras que la mitad superior se presenta en una figura humana. En tiempos posteriores, Tritón se asoció con la posesión de una caracola, que sopló como una trompeta para calmar o elevar las olas. Fue trompetista y corneta para Océano y Poseidón. Su sonido era tan cacofónico que, cuando se soplaba en voz alta, hacía huir a los gigantes, quienes lo imaginaban como el rugido de una bestia salvaje oscura. Tritón lleva un tridente en la Medea de Lucio Accio. Es descrito como «de color marino», según Ovidio «sus hombros encapuchados con conchas de mar». Ovidio en realidad aquí llama a Tritón cerúleo en color (en latín, cæruleus). Ovidio también describe con este color, a otras deidades, como Proteo, Egeón y Doris, con cabello verde (viridis), así como a los caballos de Tritón.

## Dios del río libio
También está Tritón, el dios del lago Tritón de la antigua Libia encontrado por los argonautas. Este Tritón se trata como una deidad separada en algunas referencias. Tenía un parentesco diferente, ya que, comprendido como Eurípilo, su padre era Poseidón, pero su madre Europa, hija de Ticio, según los escritores griegos de este episodio. Este Tritón apareció por primera vez bajo el disfraz de Eurípilo antes de revelar su naturaleza divina. Esta deidad local ha sido racionalizada euhemerísticamente como «entonces gobernante sobre Libia» por Diodoro Sículo. Tritón-Eurípilo dio la bienvenida a los Argonautas con un regalo de invitado de un terrón de tierra que era una promesa de que a los griegos se les otorgaría la tierra de Cirene, Libia en el futuro. El Argo había sido conducido a tierra en el Sirte (golfo de Sirte según algunos), y Tritón los guio a través de la salida pantanosa del lago de regreso al Mediterráneo. Una de las obras que relata esta aventura son las Argonáuticas de Apolonio de Rodas (siglo III a. C.), el primer trabajo en la literatura escrita que describe un Tritón con «cola de pez».
Tzetzes dice, en cambio, sobre el Tritón egipcio, que Tritón también era un antiguo nombre del Nilo.

## Tritón con los hombres y los héroes
En la Eneida de Virgilio (libro 6), se cuenta que Tritón mató a Miseno, hijo de Eolo, ahogándolo después de que desafió a los dioses a jugar tan bien como lo hizo. La lucha de Heracles con Tritón es un tema común en el arte griego clásico, particularmente  la cerámica de figuras negras, pero no sobrevive ninguna literatura que cuente la historia. En menos ejemplos, la cerámica griega que representa aparentemente el mismo motivo está etiquetada como «Nereo» o «anciano del mar», y entre estos, la lucha de Nereo con Heracles está atestiguada en la literatura. «Anciano del mar» es un término genérico aplicable a Nereo, que también se describió con frecuencia como medio pez. Una explicación es que algunos pintores de jarrones desarrollaron la convención de representar a Nereo como una forma completamente humana, por lo que Tritón tuvo que ser sustituido en la representación de la lucha de Heracles, un monstruo marino. Y Nereo aparece como espectador en algunos ejemplos de este motivo. En el período de figuras rojas, el tema de Tritón-Heracles quedó completamente pasado de moda, suplantado por escenas como las aventuras de Teseo en la mansión dorada de Poseidón, embellecidas con la presencia de Tritón. Nuevamente, la literatura existente que describe la aventura omite cualquier mención de Tritón, pero la ubicación de Tritón en la escena no es inverosímil.

## Descendencia
La descendencia de Tritón es complicada y en todo caso siempre se refiere al Tritón libio. La consorte de Tritón fue Libia, pero de esta unión sólo se describe a una hija innominada que fue criada por el argonauta Eufemo. Esta Libia está asociada con la región homónima y pudiera suponerse que es una hija de Océano.  O bien de manera tardía se dice que Doris fue su la esposa, aunque no se describe descendencia alguna.
Ya desde la mitografía arcaica a Atenea se la denomina como Tritogenia (Τριτογένεια) cuyo significado no está claro. Aunque algunos contemporáneos entienden Tritogenia como «hija de Tritón», lo cierto es que esto no se menciona explícitamente en ninguna fuente. Lo más probable es que Tritogenia haga referencia a la Atenea criada por Tritón y las ninfas de Libia durante su juventud «junto a las riberas del río Tritón», o porque, según otra versión, Zeus se encontraba en esas tierras cuando Atenea brotó de su cabeza.
| Tritónide             | Particularidades |
| --------------------- | --- |
| (Una hija innominada) | Apolonio de Rodas dice que el argonauta Eufemo había soñado que de un terrón surgía una mujer y que con ella había yacido por el deseo. La diosa le responde, para calmarlo: «soy de la estirpe de Tritón, nodriza de tus hijos, amigo, no hija tuya. Pues Tritón y Libia son mis padres. Pero déjame junto a las doncellas de Nereo, que habite en el mar cerca de Ánafe. Saldré después a los rayos del sol, bien dispuesta para tus descendientes».                                                                               |
| Palas                 | Apolodoro nos narra su historia a propósito del Paladio: «Dicen que cuando nació Atenea fue criada por Tritón, cuya hija era Palas. Las dos se ejercitaban en el arte de la guerra y en una ocasión riñeron. Palas estaba a punto de golpear a Atenea, pero Zeus, temeroso, interpuso su égida, y cuando Palas sorprendida miró hacia arriba, cayó herida por Atenea. Ésta, muy afligida, fabricó una imagen semejante a Palas, le cubrió el pecho con la égida que ella había temido, y colocándola al lado de Zeus la veneró».     |
| Tritea                | Así en Pausanias: «Unos dicen que el fundador de Tritea fue Célbidas y que vino de Cime (Cumas), del país de los ópicos (oscos). Otros dicen que Ares se unió a Tritea, una hija de Tritón, y que la doncella era sacerdotisa de Atenea, y que Melanipo, hijo de Ares y de Tritea, cuando creció fundó la ciudad y le puso el nombre por su madre». |
| «Ninfa Tritónide»     | En las Fábulas se nos dice que dos de los argonautas, Euríbates (Eribotes) y Canto, «murieron en Libia a manos del pastor Nasamón (epónimo de los nasamones), hijo de la ninfa Tritónide y Anfítemis, cuyo ganado estaban diezmando a garrotazos». Esa ninfa Tritónide pudiera entenderse como una de las hijas de Tritón o bien un nombre propio. Cuenta Heródoto que Atenea es hija de Poseidón y del lago Tritónide, y que, molesta por lo que fuera con su padre, se puso a las órdenes de Zeus, quien la adoptó como hija suya. |
| Escila                | Eustacio dice que Tritón fue el padre de Escila (sin especificar consorte), acaso leyendo «Tritón» en vez de «Tirreno»; pero duda y añade que Escila pudiera ser hija de Poseidón y Cratéis. |
| Cratéis               | Semos de Delos, para unificar las diferentes versiones, dice que Cratéis era hija de Hécate y Tritón, y que Cratéis, unida a Deimos, engendró a Escila. |

## Tritones
En algún momento durante el período grecorromano, «tritones», en plural, pasó a ser un término genérico para el tritón. 

### Arte helenístico y arte romano
La cerámica griega que representa a un ser mitad humano y mitad pez con una inscripción de «Tritón» es popular en el siglo VI a. C. También se ha planteado la hipótesis de que entonces «Tritón» se hubiera convertido en un término genérico. Además, los tritones en grupos, y hasta en multitudes, comenzaron a representarse en el arte griego clásico alrededor del siglo IV a. C. Entre estos se encuentra el trabajo del escultor griego Escopas (muerto en 350 a. C.) que luego fue trasladado a Roma. Aunque no es una inscripción o comentario contemporáneo, Plinio (d. 79 CE) comentó sobre el trabajo que «hay nereidas montando sobre delfines y también tritones» en esta escultura.
En períodos griegos posteriores al período romano, los tritones fueron representados como ictiocentauros, es decir, tritones con las patas delanteras de un caballo en lugar de brazos. Los primeros ejemplos conocidos son del siglo II a. C. El término "ictiocentauro" no se originó en la antigua Grecia, y solo apareció por escrito en el período bizantino (siglo XII); «hipotritón; esto es, centauro-tritón» es otra palabra para un Tritón con patas de caballo. Además de los ejemplos en los que las extremidades anteriores en forma de caballo han sido reemplazadas por alas, hay otros ejemplos en los que las patas delanteras tienen varios dedos con garras (algo así como leones), como en un relieve en la Gliptoteca en Múnich, Alemania. También se ha mencionado un Tritón con una extremidad inferior como una langosta o un cangrejo de río, en un fresco desenterrado de Herculano. Los tritones de doble cola también comenzaron a representarse en algún momento. Ocurre en el Altar de Domicio Enobarbo (finales del siglo II a. C.), y Rumpf pensó que podría ser el primer ejemplo de un "Tritón con dos colas de pez (Triton mit zwei Fischschwänzen)". Sin embargo, los tritones de doble cola en las esculturas de Damofón en Licosura son anteriores, e incluso se duda de que este sea el primer ejemplo. Lattimore creía que el tritón de dos colas debía datarse del siglo IV a. C. y especuló que Escopas fue quien lo ideó. También existe la versión femenina del ser mitad humano, mitad pez, que puede denominarse «tritónide»  o «tritón femenino». Muy parecido a la concepción actual de un sirena.

### Literatura en el período romano
La primera certificación literaria de los tritones (en latín: tritones) en plural fue la Eneida de Virgilio (c. 29-19 a. C.). En el siglo I d. C., otro poeta latino Valerio Flaco escribió en sus Argonáuticas que había un enorme Tritón a cada lado del carro de Neptuno (Poseidón), que sostenía las riendas de los caballos. Y Estacio (siglo I) hace que un mascarón de proa de Tritón adorne la proa del Argo. Los triones y las nereidas aparecen como séquitos marinos (en latín: marinum obsequium) para la Venus (Afrodita) en el Asno de oro de Apuleyo.

### Pausanias
Los tritones (en griego: τρίτωνες, trítōnes) fueron descritos en detalle en el siglo II e. c. por Pausanias (IX, 21). «Los tritones tienen la siguiente apariencia. En sus cabezas crece pelo como el de las ranas de pantano (griego: βατράχιον, plantas del género Ranunculus) no solo en color, sino también en la imposibilidad de separar un cabello de otro. El resto de su cuerpo es áspero con escamas finas al igual que el tiburón. Debajo de las orejas tienen branquias y la nariz de un hombre; pero la boca es más ancha y los dientes son los de una bestia. Sus ojos me parecen azules, y tienen manos, dedos y uñas como las conchas del murex. Debajo del pecho y el vientre hay una cola como un delfín en lugar de pies». Pausanias basaba sus descripciones en un Tritón sin cabeza exhibido en Tanagra y otra curiosidad en Roma. Estos Tritones fueron momias preservadas o animales reales o humanos taxidermizados (o fabricación hecha para aparecer como tal). El Tritón de Tanagra fue visto por Eliano quien lo describió como una momia embalsamada o en escabeche (en griego: τάριχος). Mientras Pausanias relató una leyenda alrededor del Tritón de Tanagra de que su cabeza estaba cortada, Frazer conjeturó que tal historia de portada tuvo que inventarse después de que el cadáver de un mamífero marino con una cabeza mutilada o severamente mutilada se hiciera pasar por Tritón.

## Período renacentista

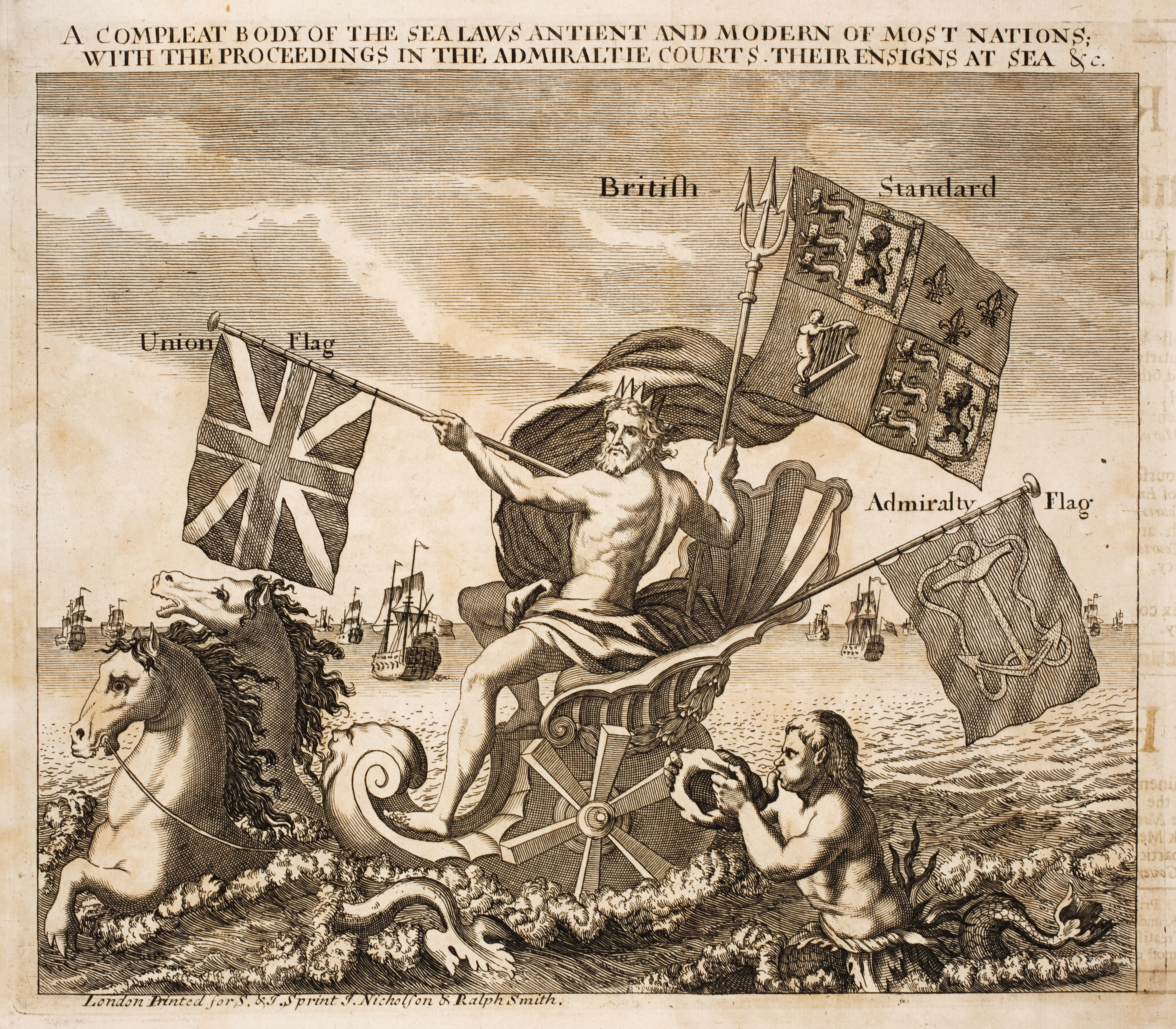
Portada de un compilado de Leyes Marítimas de 1710, donde se puede ver a Neptuno seguido de un Tritón.

En la fuente del Tritón (1642–3), por Gianlorenzo Bernini, Roma, Tritón fue referido como «trompetista de Neptuno (Neptuni tubicen)» en el comentario de Cristoforo Landino (muerto en 1498) sobre Virgilio; esta frase apareció más tarde en el brillo de "Tritón" en el Tesauro de Marius Nizolius (1551), y el libro de Konrad Gesner (1558). Tritón aparece en la literatura inglesa como el mensajero del dios Poseidón. En la Faerie Queene de Edmund Spenser, Tritón hizo sonar «su estridente trompeta antes de Neptuno y Anfítrite». Y en Milton (1637), "El Heraldo del Mar" se refiere a Tritón. Gianlorenzo Bernini esculpió la fuente «Neptuno y Tritón» (1622–23) ahora en el Museo Victoria and Albert y la Fuente del Tritón (1642–43) en la Plaza Bernini, Roma. Hay diferentes opiniones sobre las obras anteriores que pudo haber extraído de obras casi contemporáneas o ejemplos de la antigüedad. Puede haber sido influenciado por Alfeo y Aretusa de Battista di Domenico Lorenzi (1568-1570) o su Tritón soplando la caracola (finales de la década de 1570), o la fuente de Neptuno de Stoldo Lorenzi. Pero Rudolf Wittkower ha advertido contra la exageración de las influencias de las fuentes florentinas. Se ha señalado que Bernini tuvo acceso a la colección papal de esculturas grecorromanas genuinas, y trabajó con la restauración de fragmentos antiguos, aunque no está claro si Tritón estaba entre estos. Bernini podría haber utilizado como modelo el antiguo Altar de Domicio Enobarbo, que incluye a Tritón en su composición. El Tritón de este altar, el Tritón Stoldo Lorenzi y el Tritón Bernini son todos de doble cola, como un par de piernas humanas.

## Edad victoriana
En el soneto de Wordsworth «El mundo es demasiado con nosotros» (c. 1802, publicado en 1807), el poeta lamenta el mundo moderno prosaico, 
anhelante de vislumbres que me harían menos triste;

Tener la vista de Proteo saliendo del mar;

O escuchar al viejo Tritón tocar su cuerno de corona.

## En la cultura popular
El Rey Tritón es un personaje representado en La sirenita de Disney, inspirado en Tritón, como un rey submarino, el padre del personaje principal. En La Sirenita, Tritón tiene siete hijas para los Siete Mares, la más joven llamada Ariel, de quien es muy sobreprotector. Sin embargo, este personaje (y todos los demás en la película de Disney) están basados en el cuento de hadas de Hans Christian Andersen.

## Mascota
Hay numerosas universidades, colegios y escuelas secundarias que usan Tritón como su mascota. Estos incluyen lo siguiente:
- Universidad de California, San Diego, La Jolla, California

- Eckerd College, San Petersburgo, Florida

- Edmonds Community College, Lynnwood, Washington

- Iowa Central Community College, Fort Dodge, Iowa

- Mariner High School, Cabo Coral, Florida

- Academia de Notre Dame, Green Bay, Wisconsin

- San Clemente High School (San Clemente, California) Universidad de Guam, Mangilao, Guam

- Universidad de Misuri – St. Louis

- Universidad de Rennes 1, Bretaña Francia

Muchos equipos deportivos de clubes, especialmente las ligas de natación, usan el símbolo de Tritón.

## Epónimos
La luna más grande del planeta Neptuno recibió el nombre de Tritón, ya que Neptuno es el equivalente romano de Poseidón. 
Una familia de grandes caracoles de mar, cuyas conchas han sido utilizadas como trompetas desde la antigüedad, se conocen comúnmente como "tritones", véase Tritón (gasterópodo). 
El nombre Tritón está asociado en la industria moderna con máquinas resistentes como el motor Ford Triton y la camioneta Mitsubishi Triton.